# John I. Thornycroft & Company
Pour le constructeur de poids-lourds, voir Thornycroft.
La société John I. Thornycroft & Company Limited , généralement connu sous le nom de Thornycroft, est une entreprise britannique de construction navale fondée par John Isaac Thornycroft (en) à Chiswick en 1866. 
En 1908, elle s’installe à Woolston, une banlieue de Southampton, et fusionne en 1966 avec Vosper & Company (en) pour former Vosper Thornycroft. 
De 2002 à 2010, la société a acquis plusieurs entreprises internationales et américaines de défense et de services, et a changé de nom pour devenir le VT Group. En 2010, la société est absorbée par Babcock International Group qui conserve les activités britanniques et internationales, mais vend les activités basées aux États-Unis à l'américain Jordan Company (en), qui a pris aussi le nom de VT Group,.

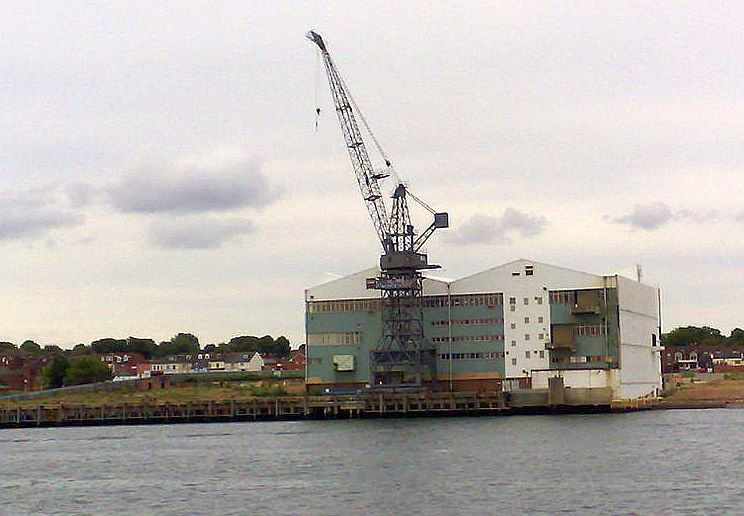
Le chantier Vosper-Thornycroft à Southampton, en 2007.

## Historique

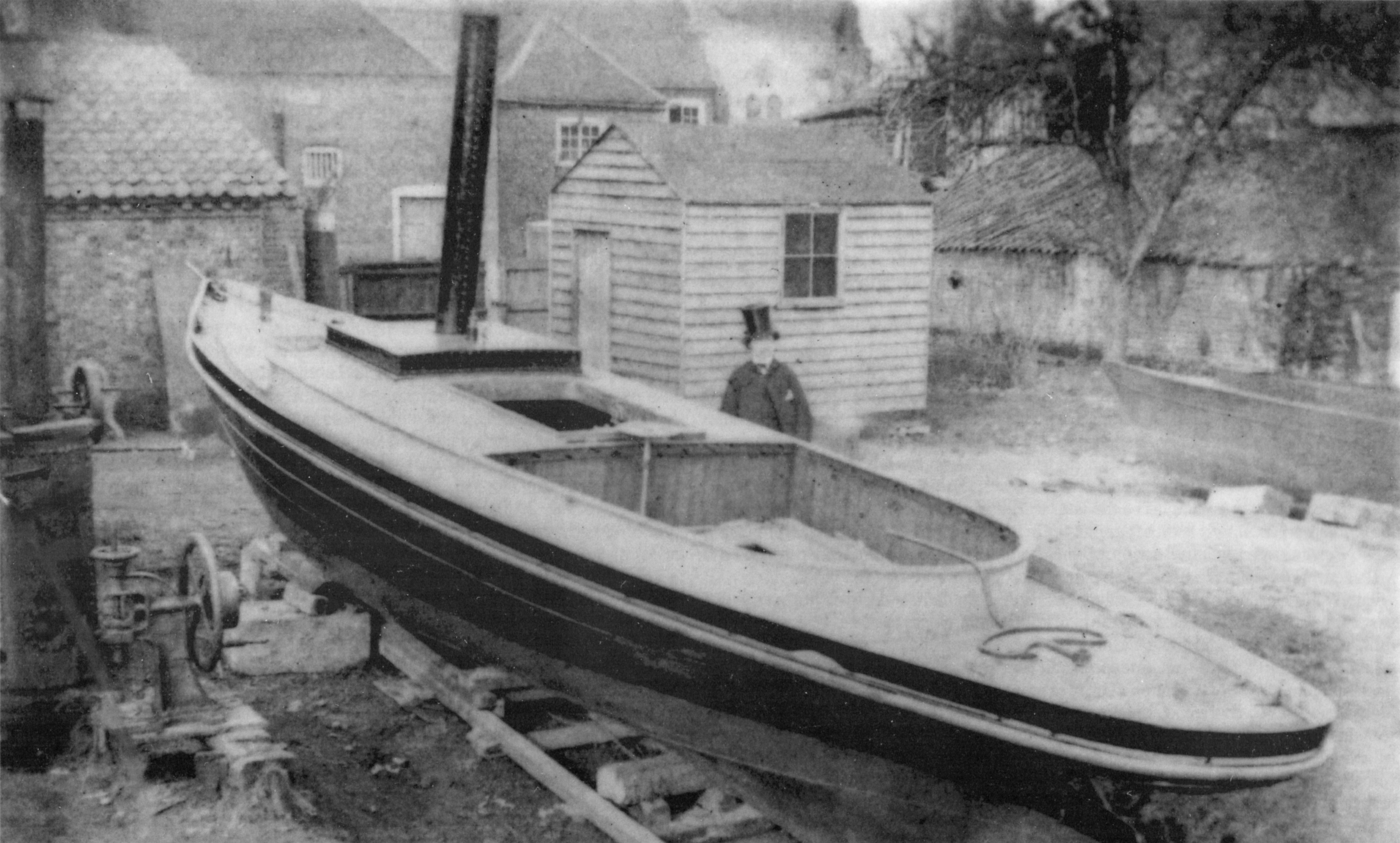
La barque à vapeur Nautilus de John I Thornycroft en 1859

En 1859, à l'âge de 16 ans, John Isaac Thornycroft construit une petite barque équipée d'un moteur à vapeur. L'embarcation est baptisée Nautilus et devient, en avril 1862, la première barque à vapeur capable de suivre les deux meilleures embarcations dans The Boat Race, la fameuse course d'aviron Oxford-Cambridge, en huit barré. 